# Джепсен, Карли Рэй
Карли Рэй Джепсен (англ. Carly Rae Jepsen; род. 21 ноября 1985, Мишен, Британская Колумбия, Канада) — канадская певица, автор песен и актриса. В 2007 году она участвовала в пятом сезоне Canadian Idol. Вскоре после участия на Canadian Idol она подписала контракт с рекорд-лейблами Fontana и MapleMusic и 30 сентября 2008 года выпустила свой дебютный альбом Tug of War. Три года спустя она выпустила новый сингл под названием «Call Me Maybe», за ним последовал новый альбом Curiosity, вышедший 14 февраля 2012 года. «Call Me Maybe» на сегодняшний день самый успешный сингл певицы, он достиг 1-го места в Billboard Hot 100 и вершины Canadian Hot 100. Джепсен подписала контракт с Interscope. 14 апреля 2012 песня «Call Me Maybe» возглавила UK Singles Chart.

## Жизнь и карьера

### Детство и юность
Джепсен родилась в городе Мишн, Британская Колумбия, в семье Александры Лансаротты и Ларри Джепсена. Она имеет датское, английское и шотландское происхождение. У Джепсен есть старший брат Колин и младшая сестра Кэти. Она училась в средней школе Heritage Park и часто играла в музыкальном театре, появляясь в студенческих постановках «Энни», «Бриолин» и «Виз», играя соответствующие главные роли в них. Её родители были учителями, поэтому Джепсен рассматривала карьеру в музыкальном образовании как второй вариант.
Она подавала заявки на участие в программах, связанных с музыкой, в том числе в Университете Капилано и Университете Британской Колумбии. Её учитель драмы в средней школе, Беверли Холмс, убедил её пройти прослушивание в Канадский колледж исполнительских искусств в Виктории, Британская Колумбия. Она была одной из 25 учениц, получивших допуск к его годовой программе: Мне было ясно, что после этой школы, как бы мне ни было весело, я действительно хотела заниматься больше музыкальной карьерой, чем актёрским мастерством и танцами.
После окончания университета Джепсен переехала в Ванкувер. Она работала в компании Trees Organic Coffee помощником бариста и кондитера, начиная с вечера открытого микрофона. Джепсен описывает это как самое счастливое время в своей жизни. Она спала на раскладном диване, писала песни в свободное время с гитарой, которую ей подарили родители, и выступала несколько вечеров в неделю. Работая барменом в медиа-клубе, Джепсен однажды попросила сверхурочную смену, чтобы встретиться с Сией.

### 2008—2010: альбом «Tug of War»

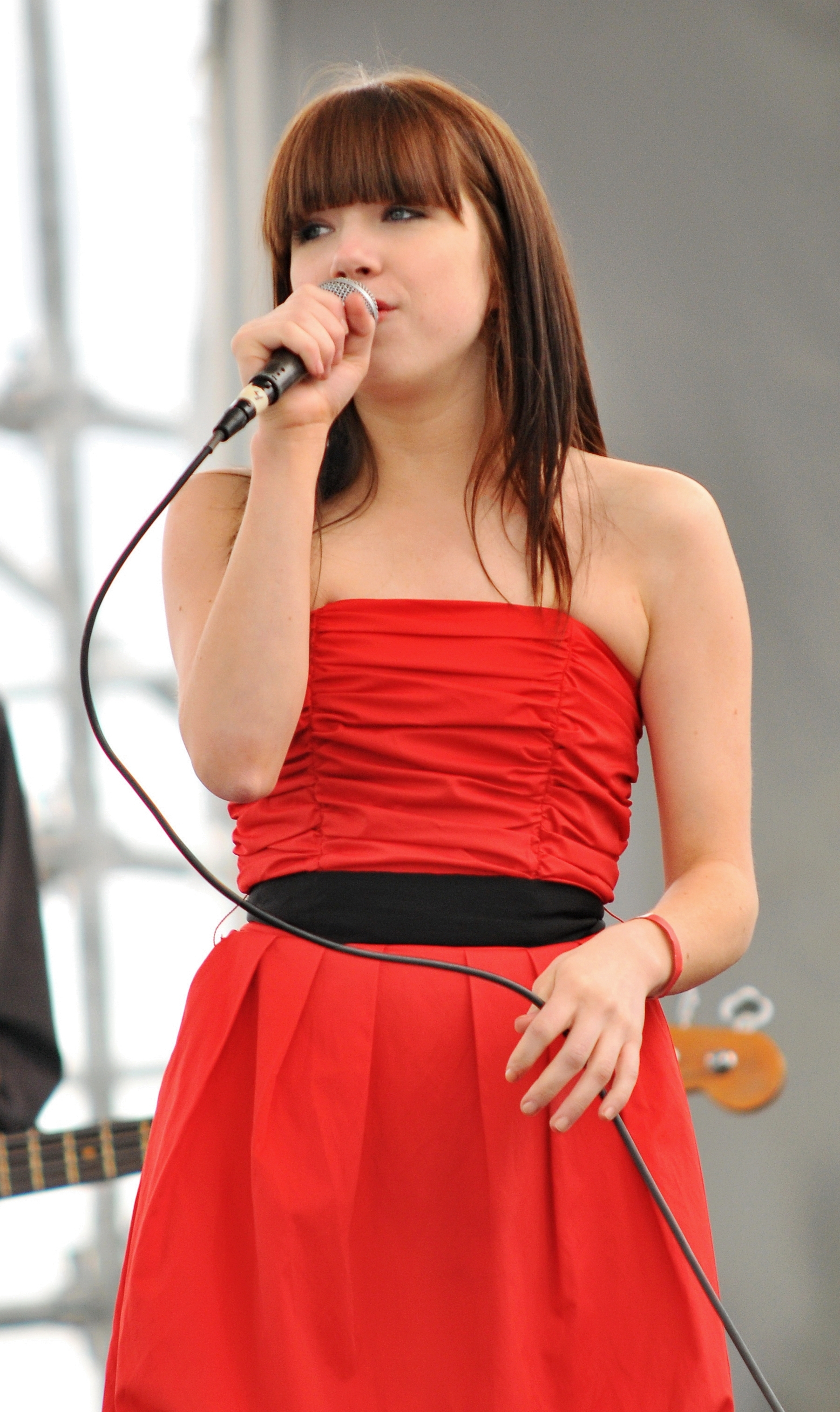
Джепсен в 2010 году

16 июня 2008 года вышел дебютный сингл Джепсен, кавер на сингл Джона Денвера, «Sunshine On My Shoulders». Это единственный кавер на её дебютном альбоме. 21 июля 2008 года Джепсен добавила две новые песни с альбома на свою страницу в MySpace: «Bucket» и «Heavy Lifting». В августе 2008 года Джепсен на своей странице в MySpace написала о том, что её дебютный альбом, получивший название «Tug of War», выйдет 30 сентября 2008 года. Также на странице сообщалось название двух песен вошедших в альбом: «Tug of War» и «Sweet Talker». Эти две песни появились в продаже на iTunes 16 сентября 2008 года и в ротации на радиостанциях в Канаде.
Клип на сингл «Tug of War» вышел в январе 2009 года. В мае вышло видео на второй сингл с дебютного альбома Bucket. Режиссёром всех клипов стал Бен Кнештон. Весной 2009 Джепсен вместе с группой Marianas Trench и певицей Shiloh отправилась в турне по Канаде.

### 2012—2013: прорыв сCuriosityиKiss

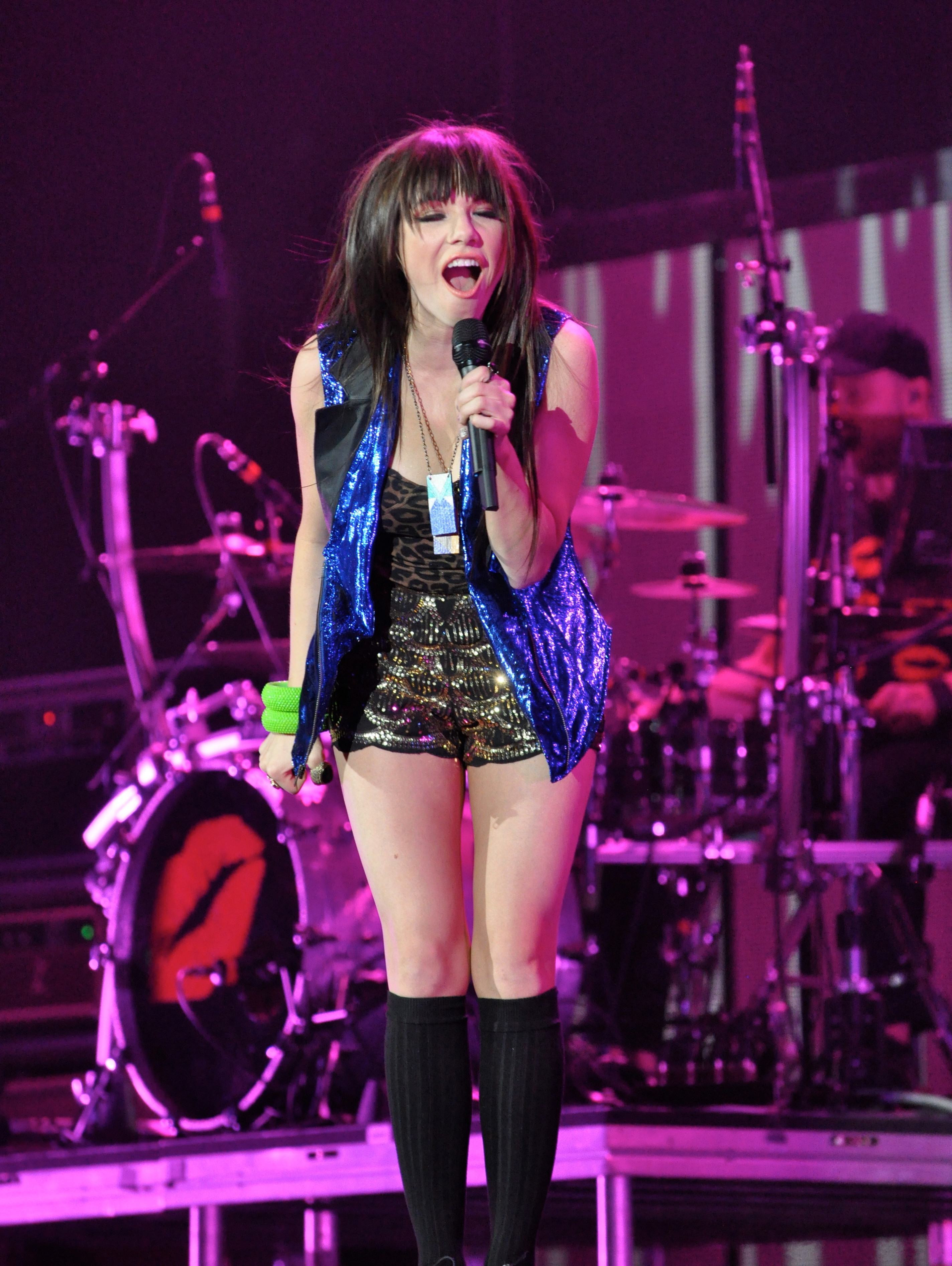
Джепсен в 2012 году

Джепсен выпустила мини-альбом альбом Curiosity 14 февраля 2012 года. Продюсером альбома стал Райан Стевард, а Кевин Джеймс Маер спродюсировал трек «Dear Julien» для этого альбома. 21 сентября 2011 вышел сингл «Call Me Maybe» со второго студийного альбома Kiss, продюсерами сингла стали Джош Рамсей и Маринас Тренч. «Call Me Maybe» — первая песня канадской исполнительницы, достигшая первой позиции в чарте цифровых загрузок в Канаде с января 2010 года. Также это одиннадцатая песня канадского исполнителя, сумевшая возглавить чарт цифровых загрузок, отслеживаемый Nielsen SoundScan с 2005 года. Песня также поднялась на первое место в Billboard's Canadian Hot 100, позволив Джепсен стать четвёртым канадским исполнителем, сумевшим возглавить этот чарт, после Аврил Лавин с «Girlfriend», Никки Яновски с «I Believe» и Young Artists for Haiti с «Wavin' Flag». 23 марта 2012 года Джепсен впервые выступила на американском телевидении в «The Ellen DeGeneres Show», исполнив «Call Me Maybe». Карли Рэй также стала первым участником «Canadian Idol», сумевшим возглавить UK Singles Chart с синглом «Call Me Maybe». После успеха «Call Me Maybe» Карли записала дуэт «Good Time» с Owl City, который вышел в июне 2012 года и достиг восьмого места в чарте Billboard. 18 сентября 2012 года Джепсен выпустила альбом «Kiss», который достиг топ-10 в чартах Австралии, Великобритании и США. В Канаде альбом получил золотую сертификацию. В поддержку альбома также были выпущены синглы «This Kiss» и «Tonight I’m Getting Over You». В июне 2013 года Карли отправилась в тур «Summer Kiss Tour», который продлился до октября этого же года.

### 2015—2017: альбомE•MO•TION
2 марта 2015 года Джепсен выпустила первый сингл «I Really Like You» с третьего студийного альбома. Одноимённый клип певицы с участием звезды Голливуда, знаменитого актёра, режиссёра и продюсера Тома Хэнкса сразу занял лидирующие позиции в чартах Европы и Северной Америки, стал хитом Интернета и музыкальных теле- и радиоканалов по всему миру. Второй сингл «Run Away with Me» был выпущен в июле 2015 года, клип на него был снят парнем Карли, режиссёром Дэвидом Калани Ларкинсом в Токио, Нью-Йорке и Париже. 21 августа 2015 года Джепсен выпустила альбом E•MO•TION, получивший восторженные отзывы от публики и критиков. Пластинка привлекла более зрелую аудиторию, чем  предыдущие альбомы исполнительницы. Альбом достиг восьмого места в чарте Канады и 16-го места в Billboard 200. Позже в этом же году Джепсен отправилась в тур «Gimme Love Tour», который закончился в апреле 2016 года. В поддержку альбома были выпущены синглы «Your Type» в ноябре 2015 года и «Boy Problems» в апреле 2016. Карли выпустила мини-альбом E•MO•TION: Side B в августе 2016 года, который включал в себя 8 треков, не вошедших в третий студийный альбом. 26 мая 2017 года была выпущена песня «Cut To The Feeling» из анимационного фильма «Балерина». Трек получил всеобщее признание слушателей и критиков и позже был включён в японское специальное издание E•MO•TION: Side B, получившее название E•MO•TION: Side B+.

### 2018 — 2021: альбомDedicated
В начале 2018 года Джепсен сообщила, что работает над новым альбомом, для которого она записала более 100 песен. Лид-сингл с четвёртого студийного альбома, Party for One, был выпущен 1 ноября 2018 года вместе с клипом. В феврале 2019 года были выпущены синглы «Now That I Found You» и «No Drug Like Me». На «Now That I Found You» был выпущен клип в марте этого же года. 1 апреля Джепсен анонсировала название альбома и дату выхода, а заодно и даты тура «The Dedicated Tour». 17 апреля, вместе с промосинглом «Julien», открывавшим предзаказ альбома, Джепсен обнародовала обложку и треклист. 21 мая 2020 года был выпущен сопутствующий альбом Dedicated Side B, содержащий двенадцать дополнительных треков из Dedicated. После его выпуска Джепсен также подтвердила в том же месяце, что она работает над «карантинным альбомом» с автором песен Тавишем Кроу. 30 октября 2020 года Джепсен выпустила песню «It’s Not Christmas Till Somebody Cries», которая достигла 11-го места в американском чарте цифровых песен Holiday.

### 2022: альбом The Loneliest Time
9 января 2022 года Джепсен поделилась фото из домашней студии, и множество изданий сразу же сделало ставку на новый альбом исполнительницы. Чуть позже стало известно, что певица воссоединилась со множеством продюсеров, с которыми раньше писала музыку, среди которых и авторы её культового альбома E•MO•TION.
7 апреля 2022 года Карли впервые за несколько месяцев выложила новое промо-фото в Instagram с подписью «Первое цветение», а в США начали появляться рекламные биллборды с тем же фото и подписью «Western Wind». 15 апреля певица представила первый отрывок сингла, а 25 апреля выступила на музыкальном фестивале Коачелла, где впервые исполнила песню. 6 мая 2022 года состоялся официальный релиз нового сингла «Western Wind» вместе с видеоклипом.
2 августа 2022 года открылся предварительный заказ шестого альбома Джепсен, получившего название The Loneliest Time. Была обнародована также дата выхода альбома — 21 октября 2022 года. Через три дня после анонса, 5 августа, одновременно с клипом был выпущен второй сингл «Beach House». Третий сингл с альбома, «Talking To Yourself», был выпущен 16 сентября. Четвёртый одноимённый сингл был записан в дуэте с Руфусом Уэйнрайтом и выпущен 7 октября.

## Дискография
- Tug of War (2008)
- Kiss (2012)
- Emotion (2015)
- Dedicated (2019)
- Dedicated Side B  (2020)
- The Loneliest Time (2022)
- The Loveliest Time[англ.] (2023)

## Фильмография
| Год  | Название на русском              | Оригинальное название | Роль                         | Примечания                                                               |
| ---- | -------------------------------- | --------------------- | ---------------------------- | ------------------------------------------------------------------------ |
| 2007 | Канадский идол                   | Canadian Idol         | она сама / участница         | 5 сезон                                                                  |
| 2012 | 90210: Новое поколение           | 90210                 | она сама                     | Эпизод: «Til Death Do Us Part»                                           |
| 2013 | Танцевальная лихорадка           | Shake It Up           | она сама                     | Эпизод: «My Fair Librarian It Up»                                        |
| 2015 | Субботним вечером в прямом эфире | Saturday Night Live   | она сама / музыкальный гость | Эпизод: «Michael Keaton/Carly Rae Jepsen»                                |
| 2015 | Касл                             | Castle                | она сама                     | Эпизод: «Dead from New York»                                             |
| 2015 | Пиф-паф комедия                  | Comedy Bang! Bang!    | она сама                     | Эпизод: «Carly Rae Jepsen Wears a Chunky Necklace and Black Ankle Boots» |
| 2016 | Бриолин: в прямом эфире          | Grease: Live          | Френчи                       |                                                                          |

| Год  | Название на русском  | Оригинальное название | Роль     | Примечания             |
| ---- | -------------------- | --------------------- | -------- | ---------------------- |
| 2013 | Леннон или МакКартни | Lennon or McCartney   | она сама | Короткометражный фильм |
| 2016 | Балерина             | Ballerina             | Одетта   | Озвучивание            |

| Год  | Название на русском | Оригинальное название              | Роль | Примечания |
| ---- | ------------------- | ---------------------------------- | ---- | ---------- |
| 2014 | Золушка             | Rodgers + Hammerstein’s Cinderella | Элла |            |

## Награды и номинации
| Год  | Награда                       | Категория                                                    | Результат |
| ---- | ----------------------------- | ------------------------------------------------------------ | --------- |
| 2010 | Canadian Radio Music Awards   | Song of the Year, «Tug of War» «Call Me Maybe»               | Победа    |
| 2010 | Western Canadian Music Awards | Song of the Year, «Tug of War»                               | Номинация |
| 2010 | Juno Awards                   | New Artist of the Year Part Of Way World                     | Номинация |
| 2010 | Juno Awards                   | Songwriter of the Year (With Ryan Stewart) Part Of Day World | Номинация |
| 2010 | Much Music Video Awards       | UR FAVE New Artist, Part Of What World                       | Номинация |
| 2012 | Much Music Video Awards       | Pop Video of the Year, «Call Me Maybe»                       | Номинация |
| 2012 | Much Music Video Awards       | UR Fave Artist, Part Of That World                           | Номинация |
| 2012 | Much Music Video Awards       | Most Streamed Video of the Year, «Call Me Maybe»             | Победа    |
| 2012 | Much Music Video Awards       | Video of the Year, «Call Me Maybe»                           | Победа    |
| 2012 | Much Music Video Awards       | UR Fave Video, «Call Me Maybe»                               | Победа    |
| 2012 | Teen Choice Awards            | Breakout Artist Part Of Say World                            | Победа    |
| 2012 | Teen Choice Awards            | Summer Song, «Call Me Maybe»                                 | Победа    |
| 2012 | Teen Choice Awards            | Music Star Female Part Of Your World                         | Номинация |
| 2012 | Western Canadian Music Awards | Pop Recording of the Year, «Curiosity»                       | Победа    |